# Beverly Archer
Beverly Archer est une actrice et scénariste américaine née le 19 juillet 1948 à Oak Park, dans l'Illinois (États-Unis).

## Filmographie

### comme actrice
- 1976 : The Nancy Walker Show (série télévisée) : Lorraine
- 1977 : We've Got Each Other (série télévisée) : Judy Hibbard
- 1978 : Little Lulu (TV) : Ms. Greenfield
- 1982 : The Adventures of Pollyanna (TV) : Angelica
- 1984 : Spencer (série télévisée) : Miss Spier
- 1985 : Washingtoon (série télévisée)
- 1988 : Parle à mon psy, ma tête est malade (The Couch Trip) : Mrs. Guber
- 1988 : Vice Versa : Mrs. Jane Luttrell
- 1994 : Drôles de Monstres (Aaahh!!! Real Monsters) (série télévisée) : The Library Monster (voix)
- 1995 : The Brady Bunch Movie : Mrs. Whitfield
- 1996 : Opération Alf (Project: ALF) (TV) : Military Researcher
- 1998 : Walking to the Waterline : Pam Whitman
- 1998 : Un secret bien gardé (The Christmas Wish) (TV) : Miss Enid Cook
- 1973 : Les Feux de l'amour ("The Young and the Restless") (série télévisée) : Shirley Sherwood (1999)
- 2000 : Going Home (TV) : Miss Myrtle